# Strahlentherapie bei gutartigen Erkrankungen

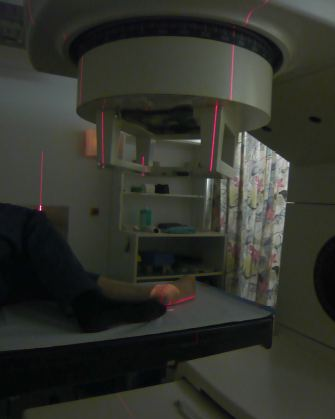
Strahlentherapie eines Fersensporns am Linearbeschleuniger (Linac)

Die Strahlentherapie bei gutartigen Erkrankungen oder Strahlentherapie bei nichtmalignen Erkrankungen ist eine Form der Strahlentherapie, eine medizinische Anwendung von ionisierenden Strahlen (Röntgen- und Gammastrahlen) zur Behandlung von benignen (= nichtmalignen) Erkrankungen, meist von Verschleißerscheinungen und Entzündungen der Gelenke. Synonym werden die Bezeichnungen (Röntgen-)Reizbestrahlung, (Röntgen-)Tiefenbestrahlung, (Röntgen-)Tiefentherapie sowie Entzündungsbestrahlung gebraucht.

## Geschichte
Bereits 1896, ein Jahr nach ihrer Entdeckung, verwendete der Wiener Hautarzt Leopold Freund die Röntgenstrahlung erstmals für eine Krankenbehandlung. Er bestrahlte mit Erfolg den behaarten Naevus einer Jugendlichen. 1897 veröffentlichte Hermann Gocht die Strahlenbehandlung bei Trigeminusneuralgie, und Alexei Petrowitsch Sokolow (1854–1928) schrieb in die Fortschritte auf dem Gebiete der Röntgenstrahlen (RöFo) über die Strahlentherapie gegen Gelenkentzündungen. Der Freiburger Radiologe Günther von Pannewitz (1900–1966) perfektionierte die von ihm so genannte Röntgenreizbestrahlung bei degenerativen Erkrankungen in den 1930er Jahren. Mit der zunehmenden Verbreitung leistungsfähigerer Röntgenröhren und Kobaltkanonen konnten die Therapien tieferliegender Körperschichten angegangen werden. Vorübergehend gab es ein breites Spektrum gutartiger Erkrankungen, die man bestrahlte: Ekzeme, Eiterungen, Rheuma, Keloide, Fisteln und viele andere. Mit dieser im Nachhinein zu unkritischen Ausweitung der Methode kam es zu Nebenwirkungen, vor allem zu einer besorgniserregenden Häufung von Krebserkrankungen bei den oft noch jungen Betroffenen. 1959 erschien ein Bericht der britischen Gesundheitsbehörden mit einer alarmierend erhöhten Leukämierate unter Patienten, die eine Strahlentherapie der Wirbelsäule gegen den Morbus Bechterew erhalten hatten. Daraufhin wurde die Strahlentherapie gutartiger Erkrankungen in den westeuropäischen Staaten fast völlig eingestellt. In den osteuropäischen Staaten, die schlechter mit Arzneimitteln wie zum Beispiel entzündungshemmenden Medikamenten versorgt waren, verlor sie weniger stark an Boden. Mittlerweile gibt es Bestrebungen, die Methode mit einem eingeschränkten Indikationsspektrum und bei ausschließlich älteren Patienten wieder zu etablieren. Anfang der 2000er wurden in Deutschland wieder etwa 40.000 Strahlentherapien bei gutartigen Erkrankungen im Jahr durchgeführt.

## Wirkungsweise
Im Tierversuch hatte die niedrig dosierte Strahlentherapie Auswirkungen auf die zelluläre Immunreaktion (Apoptose von Lymphozyten, verminderte Aktivität von entzündlich aktivierten Makrophagen und Endothelzellen). Ab rund 12 Gy wurde die Aktivität von Fibroblasten gebremst, was die Hemmung überschießender Narbenbildung erklären könnte. Kurz vor oder nach einer Operation gegebene Strahlung hemmte außerdem die Differenzierung mesenchymaler Stammzellen zu Osteoblasten; damit kann die Neubildung krankhafter Verknöcherungen im Wundgebiet verhindert werden. Am Menschen wurden bislang fast ausschließlich retrospektive Daten erhoben; aktuelle kontrolliert-randomisierte Studien liegen nicht vor und sind bei der insgesamt geringen Krankenzahl einzelner Einrichtungen kaum noch zu erwarten. Immerhin arbeiten neuere Studien oft mit objektivierbaren Scores zusätzlich zur einfachen Selbsteinschätzung der Betroffenen. Die Erfolgsrate in den vorliegenden Studien schwankt zwischen 50 % und 80 %; die besten Ergebnisse wurden bei Behandlung von Schulter, Ellbogen und Fersensporn erzielt.

## Indikationen und Dosierungen
Nach dem Stand aktueller Lehrbücher sind die folgenden gutartigen Erkrankungen der Strahlentherapie zugänglich, wobei jeweils gegen die Erfolgsraten und Risiken konkurrierender Verfahren (Nichtsteroid-Antiphlogistika, Glucocorticoide, Operationen) abzuwägen ist:
- Akute Entzündungen (Furunkel, Hidradenitis, Panaritium, Paronychie, Ekzeme, Psoriasis) können mit sehr niedrigen Gesamtdosen (0,5–2 Gy) behandelt werden;
- Chronische Entzündungen (Insertionstendinopathien wie Periarthritis humeroscapularis an der Schulter, Epicondylopathia humeri am Ellenbogen, Plantarfasziitis beim Fersensporn am Fuß, aktivierte Arthrose, Endokrine Orbitopathie) benötigen etwas höhere Dosierungen, zirka 3–6 Gy;
- Gutartige Wucherungen (Morbus Dupuytren, Morbus Ledderhose, Morbus Peyronie, Keloide, Verknöcherungen, Pterygium) müssen vorbeugend oder im Frühstadium bestrahlt werden, in der Regel mit 7[4] bis 30 Gy.
- Zeitweise gab es Geräte zur Bestrahlung der Herzkranzgefäße nach gefäßerweiternden Eingriffen, um dort die Entstehung von Narbengewebe zu verhindern. Durch neu entwickelte Stents ist diese Indikation in den letzten Jahren obsolet geworden.

Zum Vergleich: die Strahlentherapie bei Krebserkrankungen verwendet bei konventioneller Aufteilung auf kleine Einzeldosen in der Regel (je nach Tumorart) 20 bis über 80 Gy.
Aktuelle Behandlungsprinzipien fordern eine interdisziplinäre Indikationsstellung (das heißt gemeinsam mit Orthopädie- und Chirurgiefachleuten), eine Nutzen-Risiko-Analyse und dementsprechende Information Betroffener, Ausschöpfung der Strahlenschutzmaßnahmen und Dosisberechnung und Dokumentation entsprechend gültiger Regelungen (ICRU-50, StrSchVO). Verwendet werden zumeist Linearbeschleuniger; bei Verfügbarkeit noch die älteren Röntgeneinrichtungen zur Strahlentherapie. Die Kranken sollen im Rahmen der Strahlentherapie wenigstens sechs Monate lang nachuntersucht werden.

## Risiken
Wie bei allen Strahlentherapien hängt das Risiko sehr von der genauen Lage und Anordnung der Strahlenfelder und vom Alter ab. Unter Umständen kann zur Therapie eingesetzte ionisierende Strahlung sogenannte Sekundärtumoren hervorrufen. Risikoorgane hierfür sind vor allem die Schilddrüse, die weibliche Brust, die Gonaden, und das Knochenmark. Bei Schonung dieser Organe und bei Beschränkung der Therapie auf Patienten über 45 Jahre bleibt das Risiko in der Größenordnung von 1:10.000. Relevanter als die Karzinogenese (Krebsentstehung) sind in der Praxis Funktionsstörungen von besonders strahlenempfindlichen Organen: Das Herz, die Gonaden, die Augenlinse und kindliche Wachstumsfugen am Skelett dürfen jeweils nur mit sehr kleinen Dosen belastet werden, um Schäden sicher zu vermeiden.